# Islev Sogn
Islev Sogn er et sogn i Rødovre-Hvidovre Provsti (Helsingør Stift). Sognet udgør den nordlige tredjedel af Rødovre Kommune i bydelen Islev og blev udskilt fra Rødovre Sogn i 1950.